# Jean Baptiste Bourguignon d'Anville
Jean Baptiste Bourguignon d'Anville (francès: Jean-Baptiste Bourguignon d'Anville)  (París, 11 de juliol de 1697 - París, 28 de gener de 1782) fou un geògraf i cartògraf francès. La seva cartografia és el resultat de l'avaluació crítica de totes les fonts de què disposava, deixant en blanc aquelles àrees de les quals no tenia informació certa.
Fou primer geògraf reial (1719) i membre de l'Acadèmia de les inscripcions i llengües antigues (1754) i de l'Acadèmia Francesa de les Ciències (1773).Al llarg de la seva vida va produir 78 tractats de geografia i 211 mapes de gran precisió. Es conserva un original del Grècia Vetus, datat el 1712. La seva obra més important és el conjunt de mapes de la Description géographique de la Chine del jesuïta J.B. du Halde (1735). Va publicar els seus mapes més importants en un Atlas Géneral (1737-1780).
La biblioteca de referència del geògraf, conformada per al voltant de nou mil volums, va ser adquirida pel Govern de França el 1779, conformant la base del seu repositori geogràfic. El cràter lunar Anville porta aquest nom en la seva memòria.